# Bobby Moore
Robert Frederick Chelsea "Bobby" Moore OBE (sinh tại Barking, Anh, 12 tháng 4 năm 1941 – mất ở London, 24 tháng 2 năm 1993) là một trung vệ người Anh. Ông là đội trưởng của câu lạc bộ West Ham United trên 10 năm và là đội trưởng của đội tuyển Anh vô địch World Cup 1966.
Năm 1973 ông kết thúc sự nghiệp thi đấu quốc tế của mình với kỉ lục 102 lần khoác áo đội tuyển quốc gia. Mặc dù kỉ lục đó sau này bị phá vỡ bởi thủ môn Peter Shilton, nhưng thành tích đó vẫn là sự mong mỏi của nhiều cầu thủ khác.

## Danh hiệu
Đội tuyển bóng đá quốc gia Anh
- Vô địch World Cup 1966

West Ham United F.C.
- Cúp C2: 1964-65
- FA Cup: 1964
- Siêu cúp Anh:1964

Giải thưởng cá nhân
- Cầu thủ hay nhất năm ở Anh - 2024
- Cầu thủ hay nhất World Cup - 1966
- Cầu thủ hay nhất West Ham - 1961, 1963, 1968, 1970
- Cầu thủ hay nhất theo BBC - 1966
- Giải thưởng O.B.E - 1967

## Thống kê
| Thành tích cấp CLB  | Thành tích cấp CLB  | Thành tích cấp CLB  | Giải vô địch | Giải vô địch       | Cúp quốc gia              | Cúp quốc gia              | Tổng cộng | Tổng cộng |
| Mùa giải            | CLB                 | Giải vô địch        | Trận         | Bàn                | Trận                      | Bàn                       | Trận      | Bàn       |
| Anh                 | Anh                 | Anh                 | Giải vô địch | Giải vô địch       | Cúp FA                    | Cúp FA                    | Tổng cộng | Tổng cộng |
| ------------------- | ------------------- | ------------------- | ------------ | ------------------ | ------------------------- | ------------------------- | --------- | --------- |
| 1958-59             | West Ham United     | First Division      | 5            | 0                  |                           |                           |           |           |
| 1959-60             | West Ham United     | First Division      | 13           | 0                  |                           |                           |           |           |
| 1960-61             | West Ham United     | First Division      | 38           | 1                  |                           |                           |           |           |
| 1961-62             | West Ham United     | First Division      | 41           | 3                  |                           |                           |           |           |
| 1962-63             | West Ham United     | First Division      | 41           | 3                  |                           |                           |           |           |
| 1963-64             | West Ham United     | First Division      | 37           | 2                  |                           |                           |           |           |
| 1964-65             | West Ham United     | First Division      | 28           | 1                  |                           |                           |           |           |
| 1965-66             | West Ham United     | First Division      | 37           | 0                  |                           |                           |           |           |
| 1966-67             | West Ham United     | First Division      | 40           | 2                  |                           |                           |           |           |
| 1967-68             | West Ham United     | First Division      | 40           | 4                  |                           |                           |           |           |
| 1968-69             | West Ham United     | First Division      | 41           | 2                  |                           |                           |           |           |
| 1969-70             | West Ham United     | First Division      | 40           | 0                  |                           |                           |           |           |
| 1970-71             | West Ham United     | First Division      | 39           | 2                  |                           |                           |           |           |
| 1971-72             | West Ham United     | First Division      | 40           | 1                  |                           |                           |           |           |
| 1972-73             | West Ham United     | First Division      | 42           | 3                  |                           |                           |           |           |
| 1973-74             | West Ham United     | First Division      | 22           | 0                  |                           |                           |           |           |
| 1973-74             | Fulham              | Second Division     | 10           | 1                  |                           |                           |           |           |
| 1974-75             | Fulham              | Second Division     | 41           | 0                  |                           |                           |           |           |
| 1975-76             | Fulham              | Second Division     | 33           | 0                  |                           |                           |           |           |
| 1976-77             | Fulham              | Second Division     | 40           | 0                  |                           |                           |           |           |
| Hoa Kỳ              | Hoa Kỳ              | Hoa Kỳ              | Giải vô địch | Giải vô địch       | Cúp Lamar Hunt Mỹ mở rộng | Cúp Lamar Hunt Mỹ mở rộng | Tổng cộng | Tổng cộng |
| 1976                | San Antonio Thunder | NASL                | 24           | 1                  |                           |                           |           |           |
| 1978                | Seattle Sounders    | NASL                | 7            | 0                  |                           |                           |           |           |
| Tổng cộng           | Anh                 | Anh                 | 668          | 25\|\|\|\|\|\|\|\| |                           |                           |           |           |
| Tổng cộng           | Hoa Kỳ              | Hoa Kỳ              | 31           | 1\|\|\|\|\|\|\|\|  |                           |                           |           |           |
| Tổng cộng sự nghiệp | Tổng cộng sự nghiệp | Tổng cộng sự nghiệp | 699          | 26\|\|\|\|\|\|\|\| |                           |                           |           |           |